# Meppen (Drenthe)
Meppen is een dorp in de gemeente Coevorden, in de Nederlandse provincie Drenthe. Het dorp kende op 1 januari 2023 415 inwoners. Deze zijn verdeeld over 130 woningen en een oppervlakte van 60 km².

## Geografie
Het esdorp ligt in het noordwesten van de gemeente Coevorden, ten noorden van Oosterhesselen en ten westen van Aalden. Het dorp grenst aan het bos De Mepperdennen en het jeneverbesgebied De Palms.

## Geschiedenis
Voordat de plaats ontstond, werd het gebied waarin het ligt al bewoond. De oudste sporen daarvan zijn van zo'n 5000 jaar v.Chr. Men vond bij Meppen onder meer mesjes om dierenhuiden te bewerken. Ook is er een bronzen emmer uit de bronstijd gevonden. Veel later in de geschiedenis, in de Middeleeuwen was Meppen de eerste echte kern van bewoning in het gebied. Toch is de oudste vermelding van Meppen zelf als plaatsnaam pas van 1335, terwijl een aantal andere plaatsen, die later zijn ontstaan, eerder werden genoemd. Die plaatsen, het huidige Aalden, Zweeloo, Oosterhesselen, De Klencke, Gees, Zwinderen en ook een deel van Wezup zouden later onder de Marke van Meppen gaan vallen. Dit was de grootste boermarke van de Olde Landschap Drenthe. De marke werd tijdens de Markescheiding (1862 en 1868) uit elkaar gehaald.
Meppen heeft ook een stoomtram gehad. Het idee voor een stoomtram tussen Coevorden en Beilen (via Zweeloo en met een aftakking naar Schoonoord) werd gelanceerd in 1903. Maar het duurde lang voordat het benodigde geld bijeengebracht was en uiteindelijk kwam men net iets te kort. In 1913 werd er een nieuwe poging gedaan, nu voor een lijn tussen Coevorden en Assen (wederom via Zweeloo en Schoonoord). In 1914 bleek er genoeg geld voor te zijn en begon men met de aanleg van een lijn die dwars door het heideveld ging. De lijn, die dat jaar ook in gebruik werd genomen, werd vooral gebruikt voor goederenvervoer. De tram stopte in Meppen bij de tramhalte en café Nijhoving, waar nu brasserie "Het Tramlokaal" staat. De tram werd in oktober 1947 opgedoekt omdat deze niet kon concurreren met het transport via de weg.
In Mepperveld huurden Alie en Anne de Vries een huis midden in de natuur bij Meppen. Ze verhuisden op 25 mei 1936.

## Bezienswaardigheden
Het brinkdorp bestaat uit meerdere oude Saksische, rietgedekte boerderijen. De oudste boerderij, Het Nordingegoed, is gedateerd rond het jaar 1380.
- Boerderij Prakkehof uit 1699, Middendorpstraat 2. Hierin was een winkelmuseum gevestigd, maar dit is inmiddels opgedoekt.[2]
- 't Frensenhoes uit eind 1800, Dennekampen. Houtzagerij en houtbewerking met machines van eind 1800.

## Geboren
- Roelof Keen, paralympisch atleet en schrijver in de Drentse streektaal